# Dante Bighi
Dante Bighi (Copparo, 18 marzo 1926 – Milano, 18 maggio 1994) è stato un pubblicitario e artista grafico italiano.

## Biografia
Quarto figlio di Adelmo e Delfina abbandona presto il paese natale per intraprendere gli studi presso il Liceo Artistico di Bologna e l'ISA -Istituto Statale d'Arte Adolfo Venturi- di Modena. Successivamente si iscrive alla Facoltà di Architettura IUAV di Venezia, che lascerà dopo tre anni senza mai conseguire la laurea.
A metà degli anni cinquanta si trasferisce a Castiglione Olona dove inizia a lavorare come grafico pubblicitario per il gruppo SIC Mazzucchelli Celluloide, ditta produttrice di materie plastiche. Il riconoscimento del suo talento è immediato: nel 1958 i suoi primi lavori compaiono su due periodici specializzati nel settore pubblicistico (“Pubblicità in Italia” e “La pubblicità”); nello stesso anno vince la medaglia d'oro al Premio Nazionale della Pubblicità (premio di categoria per il Catalogo). Grazie a questa occasione si accorge di lui l'artista-pubblicitario Dino Villani e nasce tra loro un rapporto di stima ed amicizia.
Nel 1960 si trasferisce a Milano dove fonda il suo “Studio grafico e di consulenza tecnica”, prima in Via Teodorico 11 e, successivamente, in Corso Sempione 75. In questi anni entra nel vivo della cultura milanese. Partecipa in modo attivo, e con eccellenti risultati, a quella che viene definita, in ambito pubblicitario e grafico, la scuola milanese. La cultura al progetto visivo e all'immagine coordinata ha fatto sì che alcuni suoi celeberrimi marchi siano ancora in uso: Camera di Commercio di Ferrara, PAM supermercati, Università Bocconi, Touring Club, Provincia di Ferrara, Milano Assicurazioni, Illy caffè, Phonola, Produttori Associati, ds domenica sportiva, D'ARS periodico di cultura e comunicazione visiva. 
Tra le aziende più importanti per le quali crea campagne pubblicitarie dalla connotazione fortemente artistica si annoverano IBM Italia, Gamma Film per la Domenica Sportiva, Necchi, Italia Assicurazioni, Metropolitana Milanese, Velicren, Malpensa Milano, Ceramiche Pozzi, Gelati Motta, Philips, Ignis, Miralanza, Sweda, Teatro alla Scala di Milano, Dino Gavina e molte altre firme legate, in quegli anni, alla cultura industriale del primo “made in Italy”..

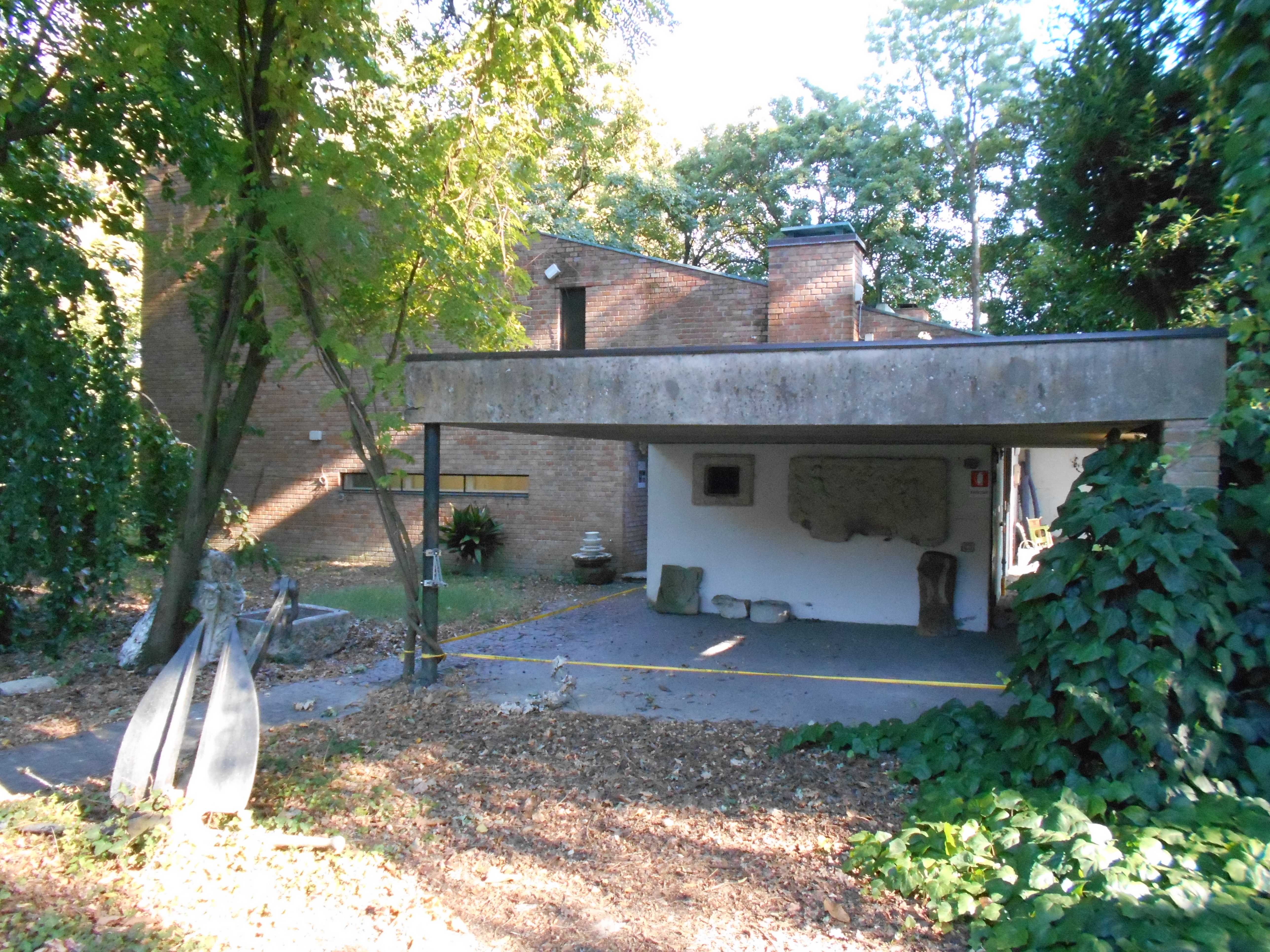
Villa Bighi, Copparo

Nei primi anni Sessanta frequenta la Galleria Apollinaire, dove inizia a collaborare con il direttore Guido Le Noci e dove conosce Pierre Restany. Di questi anni è anche il disegno-progetto di una casa detta Villa Bighi che fa costruire a Copparo. La fabbrica, in stile moderno, rievoca il romanticismo architettonico Aaltiano. Essa sorge su un terreno di 2 ettari ed è stata pensata per ospitare anche la famiglia del fratello Donato ma si trasformerà, nel corso degli anni, in un luogo di cultura dove ospitare creativi e intellettuali e dove collezionare oggetti e opere d'arte provenienti da tutto il mondo.
Del 1964 è il suo primo progetto editoriale, Tripraxis, un libro di grande formato contenente tavole a colori di Bruno Contenotte, stampato in pochissimi esemplari. Questo esperimento segnò l'inizio di una serie di pubblicazioni artistiche uniche nel loro genere: libri fotografici, caratterizzati da formati insoliti e racchiusi da copertine polimateriche (vetro temperato, altorilievo in legno, tela dipinta) denominati libri-oggetto.
Sempre negli anni '60 è iniziata la lunga collaborazione con Antonio Casetta, produttore discografico con l'etichetta Produttoriassociati (ex BlueBell), per il quale Dante Bighi ha realizzato i logotipi di Produttoriassociati, dell'etichetta di ricerca OFF e diverse copertine di dischi, tra cui le indimenticabili copertine dei primi LP di Fabrizio de André, di Duilio del Prete e di Beppe Chierici.
La serie dei libri fotografici apre con Elogio della Pianura (1971), dedicato alla sua terra di origine, dalla connotazione grafica innovativa, con fotografie di Luciano Ferri e poesie di Corrado Govoni e Filippo de Pisis. Segue la pubblicazione di Milano Vive (1973), accompagnata da una mostra fotografica a Palazzo Reale, India prega (1978), in cui per la prima volta Bighi è anche autore degli scatti fotografici, e Amerigo Vespucci (1980), primo libro dedicato alle navi della Marina Militare Italiana.
La realizzazione dei suoi libri è il risultato finale di molti viaggi compiuti per altrettanti continenti, alla scoperta delle culture e delle spiritualità di popoli lontani, avventure spesso compiute insieme all'inseparabile amico P. Restany, con il quale, nel 1974, progettò un viaggio nell'emisfero sud in compagnia di 20 artisti europei e americani con lo scopo di produrre un ‘Diario di Viaggio’ costituito da opere d'arte realizzate durante gli spostamenti o durante la sosta nelle varie tappe.
Nel corso degli anni '80 proseguono i viaggi a bordo delle navi della Marina Militare, spesso seguiti dalla realizzazione di libri fotografici corredati da testi di Pierre Restany: Navi Grigie, Nave Scuola Esmeralda e Nave Scuola Palinuro.
Nel 1984 Bighi riunisce all'interno di un libro tutti i marchi di fabbrica che ha disegnato e realizzato fino a quel momento; il volume è stampato in monocromo su carta ruvida uso mano dal titolo Traccia personalizzata/Personal mark.
Nello stesso anno cura una mostra personale all'interno del Castello Estense di Ferrara, esponendo la sua produzione artistica iniziata nei primi anni Sessanta con sperimentazioni grafiche condotte con pagine di quotidiani accartocciate, pressate e incollate su pannelli di legno dette Spremute di carta e con scatole di plexiglas contenenti reperti del quotidiano e oggetti trovati dette Le teche.
L'esposizione si intitola Partendo dalle radici e costituisce un percorso visivo nella vita dell'artista grafico.
Nel 1985, in seguito a un viaggio nell'Isola di Pasqua, pubblica il libro dal titolo I moai, ennesimo volume fotografico i cui principali soggetti sono i misteriosi volti monolitici di pietra..
Nel 1989 Bighi compie un gesto di grande generosità, donando al Comune di Copparo la sua collezione privata di opere d'arte contemporanea. Un centinaio di opere di noti rappresentanti dei maggiori movimenti artistici del secondo Novecento (Gianni Dova, Lucio Fontana, Bruno Contenotte, Andy Warhol, James Rosenquist, Daniel Buren, Mimmo Rotella, Giò Pomodoro, Enzo Mari, Emilio Scanavino...) allestite ed esposte a suo tempo nei piani del Torrione Estense del Comune di Copparo.
Nel 1994 Bighi dona al Comune la sua villa di Copparo, con tutto ciò che contiene, dagli arredi alle opere, dai complementi alla grande biblioteca. L'unico vincolo che pone al suo lascito consiste nella volontà di destinare questo luogo alla crescita culturale e intellettuale.
Dante Bighi muore il 18 maggio 1994 presso l'ospedale Niguarda di Milano.
Nel giugno del 2008, quattordici anni dopo la sua scomparsa, nasce il centro studi Dante Bighi, un centro ricerche che si occupa da un lato di riscoprire la figura dell'eclettico artista Dante Bighi e dall'altro di riattivare investigazioni e produzioni creative in molteplici ambiti culturali.